# El príncipe constante
El príncipe constante es una «comedia famosa» (en realidad, tragedia) en tres jornadas (o actos) y en verso del dramaturgo español Pedro Calderón de la Barca, escrita en 1629 y editada por primera vez en 1636. En una edición suelta lleva el título de El príncipe constante y mártir de Portugal.

## Inspiración del texto
El argumento tiene que ver con hechos relativos a la historia de Portugal. Después de que este reino conquistara Ceuta a los musulmanes en 1415, dos príncipes, Enrique y su hermano menor Fernando, llevaron a cabo en 1437 un asalto a la ciudad marroquí de Tánger y allí fueron derrotados y encarcelados. La obra se centra en la cautividad de Fernando desde 1437 a 1443 en Tánger, Fez y sus inmediaciones, y en su uso como rehén por parte del rey musulmán para obtener la cesión de Ceuta. Pedro Calderón refundió una obra anterior atribuida a Lope de Vega, La fortuna adversa del infante Fernando de Portugal, escrita al parecer en realidad alrededor de 1595-1598 por el dramaturgo valenciano Francisco Agustín Tárrega (1556-1602).

## Argumento
La obra recrea la historia real del infante Fernando de Portugal, quien en el siglo XV se aventuró en campañas en territorio marroquí en nombre de la Corona portuguesa. En batalla contra las huestes del rey de Fez, los hombres de Fernando toman prisionero al guerrero Muley Hasán, de quien está secretamente enamorada Fénix, la hija del monarca. Movido por un sentimiento de piedad, el portugués libera a Muley. En último término el propio Fernando cae prisionero del rey marroquí, que pretende intercambiarlo por la ciudad de Ceuta, en manos portuguesas. Pese a que en Lisboa aceptan la propuesta, Fernando se niega al trato porque supondría perder almas para la fe verdadera. Finalmente muere en cautiverio, presa del hambre, la tortura y todo tipo de privaciones y miserias, pese la victoria final de las tropas lusas, transformándose en un mártir.

## Temas
La obra es un drama sobre el libre albedrío humano, dividido entre los requisitos éticos y la doctrina de la salvación. El personaje principal se condena conscientemente a la esclavitud, a la privación de privilegios y, finalmente, a la muerte, en nombre de la fe cristiana con la que se le identifica. En ello refleja una concepción neoestoica del cristianismo. La acción es doble: exterior e interior por parte del protagonista, quien se debate en grandes dudas existenciales.

## Representaciones destacadas
Como ha señalado el historiador Marcelino Menéndez Pelayo, la representación de esta obra fue prohibida en la España del siglo XVIII:
"Moratín, creyendo de buena fe que las medidas oficiales podían reanimar la escena moribunda, había aconsejado al Príncipe de la Paz la formación de una Junta censoria de teatros. Pero esta Junta se constituyó de una manera tan absurda, que a su frente vino a estar, como gobernador del Consejo, el general Cuesta, bizarro aunque desgraciado militar, y todavía más desgraciado y de todo punto incompetente juez en materias de poesía y de buen gusto, a lo cual se añadía su índole terca y dominante. De análogos defectos adolecían la mayor parte de los vocales. Moratín no pudo entenderse con sus compañeros, y se marchó de la Junta renegando de ella, y bastante desengañado respecto de las maravillas de la protección oficial, puesto que años después no quiso aceptar el cargo de director único de teatros con que le brindaron sus protectores. La Junta, después de la dimisión de Moratín, no hizo más que desatinos, empezando por imprimir un formidable catálogo de piezas cuya representación se prohibía (más de seiscientas), figurando entre ellas las creaciones más portentosas de nuestro antiguo teatro, La Vida es sueño, El Príncipe Constante, El Tejedor de Segovia, etcétera, etc." 
En los primeros años del siglo XIX, la obra fue objeto de atención del escritor alemán Johann Wolfgang von Goethe, que se decidió a ponerla en escena en la ciudad de Weimar en 1810.
En el siglo XX fue especialmente aclamado el montaje que el director de escena polaco Jerzy Grotowski realizó en Wroclaw en 1968, con interpretación de Ryzsard Cieslak.
Entre los montajes de la pieza en el país natal del autor merece destacarse la dirigida por Alberto González Vergel, en versión de José María Rodríguez Méndez y escenografía de José Hernández para el Festival de Mérida de 1988, con el siguiente reparto: Pedro Mari Sánchez, Carlos Ballesteros, Carmen de la Maza, Carlos Mendy, José Antonio Ferrer, Fernando de Juan. TVE emitiría una grabación de este montaje el 9 de febrero de 1991 en Última sesión de teatro. El mismo montaje se representó en 1990, aunque con distinto elenco de actores, en el Teatro Español,  de Madrid. El cartel estuvo compuesto por Juan Carlos Naya, María Kosty, Andrés Resino, Carlos Mendy, Juan José Artero, Ángeles Martín, Diego Carvajal.
En el 2021, la Compañía Nacional de Teatro Clásico representó en Teatro de la Comedia de Madrid la obra, con la dirección y actuación en el papel protagonista de Lluís Homar.

## Ediciones
Hay una edición crítica moderna, a cargo de Isabel Hernando Morata (2015).